# George Ștefănescu
George Ștefănescu-Râmnic (født 20. april 1914 i Plăinești, i dag Dumbrăveni i distriktet Vrancea, Rumænien; død 29. oktober 2007) var en rumænsk maler og scenograf der efter 1989 boede i Lüdinghausen i den tyske delstat Nordrhein-Westfalen.
Efter endt skolegang rejste Ștefănescu 1933 til Bukarest og studerede blandt andet hos Ion Theodorescu-Sion (en) (†1939).
1933-39 studerede han ved Universitatea Națională de Arte București (Kunsthøjskolen i Bukarest(en)) hos maleren Nicolae Darascu (en)(†1959).
1936 havde han en soloudstilling, og året efter begyndte han at udføre udkast til kvinders beklædning og accessories. 1938 skabte han vægmalerier med freskomaleren Alexandru Mazilescu (en).
2. verdenskrig tjente han 1940-44 med rumænske tropper.
Efter krigen arbejdede han blandt andet med design af kostumer, tillige i et filmproduktionsselskab Filmul Popular og en periode i begyndelsen af 1950'erne i et ministerium for elektrisk energiproduktion. 1958 havde han en stilling som 'production director' ved Teatrul municipal Lucia Sturdza Bulandra – det nuværende Teatrul Bulandra i Bukarest).
| - Værker af George Ștefănescu - Selvportræt - Peisaj la Balcic (rumænsk) Landskab ved Balchik(no) - Arlechinii (rumænsk) Harlekiner, musikere - Inceputul de cantec (rumænsk) Sangens indledning, begyndelse - Peisaj marin (rumænsk) Landskab ved havet - Despartirea din urma (rumænsk) Håbets morgengry - Doua Personaje (rumænsk) To personer, dansere - Lucia Sturdza-Bulandra (en) (1873-1961) |